# Holly Gribbs
Holly Gribbs is een personage uit de televisieserie CSI: Crime Scene Investigation.
Ze doet alleen mee in de eerste twee afleveringen. Ze is hierin een nieuw lid van het CSI-team dat voor het eerst mee mocht naar een plaats delict. Haar partner is Warrick Brown, die rond die tijd nog lijdt aan een zware gokverslaving. Door deze verslaving laat hij haar alleen achter om in een nabijgelegen casino een weddenschap af te sluiten. Terwijl hij weg is keert Jerrod Cooper, de dader van de zaak die Holly en Warrick onderzoeken, terug naar de plaats delict en schiet hij Holly neer. Ze sterft op de operatietafel in de tweede aflevering. Sara Sidle wordt erbij gehaald om de zaak te helpen onderzoeken, samen met Catherine Willows. Gil Grissom besluit om tegen de regels in Warrick niet te ontslaan voor zijn nalatigheid, omdat hij niet twee goede CSI’ers wil verliezen. Hij dringt er wel op aan dat Warrick iets laat doen aan zijn verslaving.
Holly werd gespeeld door Chandra West.
In de seizoenen die volgen wordt Holly nog meerdere malen genoemd.